# Гофман, Иосиф Давидович
Иосиф Давидович Гофман (1925 — 2015) — участник Великой Отечественной войны, свидетель Нюрнбергского процесса, гвардии полковник, писатель.

## Биография
Родился в еврейской семье. Отец пропал без вести на фронте, оставшаяся семья, мать с двумя детьми, успела эвакуироваться на брошенной повозке с запряженной лошадью, за день до оккупации города немецкими войсками. Бабушку и дедушку оккупанты закопали живьём, из пяти участвующих в войне членов семьи выжил только один. В 1942 году пошёл добровольцем в армию, после подготовки воевал на фронте, с 1943 года в полковой разведке разведчиком и командиром группы захвата, окончил войну в Берлине в должности командира взвода полковой разведки. В конце 1945 года направлен на Нюрнбергский процесс, где занимался охраной главного обвинителя от Советского Союза Р. А. Руденко. Пропуск в зал заседаний Международного трибунала и наручные часы, подаренные исполнителем приговоров, сержантом Джоном Вудзом, передал в Киевский музей истории Великой Отечественной войны. Окончил Ивановское военно-политическое училище, служил в Николаеве. В 1957 году окончил Военно-политическую академию имени В. И. Ленина. Служил начальником политического отдела ракетной части в Коростене. После увольнения из Советской армии активно участвовал в военно-патриотическом воспитании молодёжи. Возглавил ветеранскую организацию Полтавской еврейской общины, стал председателем Полтавского отделения Всеукраинского центра «Героизм и Холокост», членом попечительского совета Полтавского благотворительного еврейского центра «Хэсэд Нэфеш», исполнительным директором правления еврейской общины Полтавской области. Являлся почётным деятелем Еврейского совета Украины.

### Звания
- рядовой (1942);
- гвардии сержант;
- старший лейтенант (1945);
- майор;
- гвардии полковник.

### Награды
- орден Отечественной войны II степени (6 апреля 1985);
- орден Славы III степени (28 марта 1945);
- медаль «За отвагу» (27 января 1945);
- две медали «За боевые заслуги» (23 мая 1945, 3 ноября 1953);
- медаль «За освобождение Варшавы» (9 июня 1945);
- медаль «За взятие Берлина» (28 октября 1945);
- другие медали.

## Публикации
- «Живая история» (2000);
- «О прошлом во имя будущего» (2002);
- «Нюрнберг предостерегает» (2005).